# Le carnaval romain
Le carnaval romain (französisch Der römische Karneval) ist eine Ouvertüre von Hector Berlioz. Sie wurde am 3. Februar 1844 in Paris unter der Leitung des Komponisten uraufgeführt und war dem Fürsten von Hohenzollern-Hechingen gewidmet.

## Geschichte
Nach dem Misserfolg seiner Oper Benvenuto Cellini an der Pariser Oper im September 1838 hielt Berlioz das Werk lebendig, indem er einige populäre Gesangsnummern sowie die Ouvertüre gelegentlich in seinen Konzerten aufführte. Le carnaval romain, den Berlioz mit dem Untertitel „Ouverture caractéristique“ versah, wurde als zweites Orchesterstück unter Verwendung von Musik aus der Oper komponiert. Es war von Anfang an als eigenständiges Konzertstück konzipiert und verbindet Musik aus dem Trio von Tableau 1 der Oper mit der Karnevalsmusik aus Tableau 2, beide im ersten Akt. Die ersten sechs Takte der Ouvertüre, die in Takt 128 wieder aufgenommen werden, sind aus dem „Laudamus te“ im Gloria der Messe solennelle von 1824 entnommen.
Auf dem Programm bei der Uraufführung in der Salle Herz in Paris standen außerdem Berlioz’ Orchesterfassung von Webers Aufforderung zum Tanz, ein Stück für Männerquartett und Orchester sowie ein Chant sacré für sechs von Adolphe Sax gebaute Instrumente (verloren), drei Ausschnitte aus Roméo et Juliette, der Marsch der Pilger aus Harold en Italie und das Lied Absence aus Les nuits d’été. Bei Wiederaufführungen von Benvenuto Cellini in Weimar 1842 und London 1853 wurde Le carnaval romain als Zwischenaktmusik vor dem zweiten Akt gespielt.
In seinen Memoiren erinnerte sich Berlioz, dass es nur eine Probe gab, an der die Bläser nicht teilgenommen hatten:

„In der Tat, vor dem Konzert umringten mich die Bläser, erschrocken bei dem Gedanken, ein ihnen unbekanntes Werk öffentlich zu spielen. ‚Haben Sie keine Angst‘, sagte ich zu ihnen, ‚die Stimmen sind korrekt abgeschrieben, Sie alle sind talentierte Musiker, sehen Sie so oft wie möglich auf meinen Taktstock, achtet genau auf eure Pausen, und es wird gut gehen.‘ Es wurde kein einziger Fehler gemacht. Ich gab dem Allegro die wirbelnde Bewegung der Tänzer jenseits des Tibers; das Publikum rief ‚da capo‘ und wir begannen die Ouvertüre von neuem; sie wurde das zweite Mal noch besser wiedergegeben.“

Die Ouvertüre erhielt in der Pariser Presse mehrere positive Besprechungen, darunter von Amédée Achard in Le courrier. Sie wurde als Konzertstück rasch populär und gehört bis heute zu den meistgespielten Werken des französischen Komponisten.

## Besetzung
Streicher, Flöte, Piccoloflöte, Oboe, Englischhorn, 3 Klarinetten, 4 Fagotte, 2 Hörner in C, 2 Hörner in E, 2 Trompeten, 2 Kornette, 3 Posaunen, Pauken in A und E, 2 Tamburine, Triangel, Becken.

## Ausgaben
- Hector Berlioz: Overtures. New Edition of the Complete Works, Bd. 20, S. 201–250. Hrsg.: Diana Bickley. Bärenreiter, Kassel 2000.